# Ursula Gebert-Saltani
Ursula Gebert-Saltani, geborene Ursula Gebert (geboren 15. Januar 1960) ist eine deutsche Staatsanwältin und seit 2015 Leiterin der Amtsanwaltschaft Frankfurt am Main. Von 1999 bis 2003 war sie Mitglied des Staatsgerichtshofs des Landes Hessen.

## Leben
Nach dem Studium der Rechtswissenschaft begann Gebert am 11. Juli 1994 als Staatsanwältin bei der Staatsanwaltschaft Frankfurt am Main. Am 7. November 2006 wurde sie zur Oberstaatsanwältin befördert.
2007 wechselte Gebert in die Amtsanwaltschaft Frankfurt am Main. Die hessische Justizministerin Eva Kühne-Hörmann hat am 25. April 2015 Ursula Gebert-Saltani zur Leiterin der Amtsanwaltschaft Frankfurt am Main, und damit zur ersten Frau in diesem Amt, berufen. Damit hat sie Verantwortung für 120 Mitarbeiter, darunter 39 Staatsanwälte. Die Amtsanwaltschaft ist für die Verfolgung von Alltagskriminalität zuständig.
Am 13. Juni 1999 wurde Gebert auf Vorschlag der SPD-Fraktion vom Hessischen Landtag zum stellvertretenden nicht richterlichen Mitglied des Staatsgerichtshofs des Landes Hessen. Sie hatte die Position inne bis zum Ende der 15. Legislaturperiode 2003. Ende 2019 wurde sie zur Leitenden Oberstaatsanwältin als Abteilungsleiterin bei der Generalstaatsanwaltschaft Frankfurt am Main ernannt.

## Veröffentlichungen
- Leitfaden Gewinnabschöpfung im Strafverfahren insbesondere in Betäubungsmittelverfahren. Boorberg, Stuttgart / München / Hannover / Berlin / Weimar / Dresden 1996, ISBN 978-3-415-02146-4. Inhaltsverzeichnis. (d-nb.info).